# Macharaviaya
Macharaviaya är en kommun i Spanien.   Den ligger i provinsen Provincia de Málaga och regionen Andalusien, i den södra delen av landet, 400 km söder om huvudstaden Madrid. Antalet invånare är 504. Arean är 7,2 kvadratkilometer. Macharaviaya gränsar till Almáchar, Vélez-Málaga, Rincón de la Victoria, Moclinejo och Iznate. 
Terrängen i Macharaviaya är varierad.